# Małoje Gagrino
Małoje Gagrino (ros. Малое Гагрино) – wieś (ros. деревня, trb. dieriewnia) w zachodniej Rosji, w wołoście Luszczikskaja (osiedle wiejskie) rejonu bieżanickiego w obwodzie pskowskim.

## Geografia
Miejscowość położona jest nad rzeką Sieczenka, 17 km od centrum administracyjnego osiedla wiejskiego (Luszczik), 18 km od centrum administracyjnego rejonu (Bieżanice), 115 km od stolicy obwodu (Psków).

## Demografia
W 2010 r. miejscowość zamieszkiwały 4 osoby.